# 9nine
Le 9nine sono un gruppo musicale giapponese.
Hanno cantato due sigle per la serie televisiva animata giapponese Star Driver, fra cui il loro sesto singolo Shining Star (2011).
La formazione è composta da 5 cantanti.

## Formazione

### Formazione attuale
- Uki Satake (佐武宇綺?, Satake Uki)
- Sayaka Nishiwaki (西脇彩華?, Nishiwaki Sayaka) (sorella minore di Ayaka Nishiwaki delle Perfume), leader seconda formazione
- Kanae Yoshii (吉井香奈恵?, Yoshii Kanae)
- Umika Kawashima (川島海荷?, Kawashima Umika)
- Hirona Murata (村田寛奈?, Murata Hirona)

### Ex componenti
- Azusa Matsuzawa (松沢梓?, Matsuzawa Azusa)
- Miwako Wagatsuma (我妻三輪子?, Wagatsuma Miwako)
- Rubi Katō (加藤瑠美?, Katō Rubi)
- Marie Ashida (芦田万莉恵?, Ashida Marie), leader prima formazione
- Mai Yoshida (吉田茉以?, Yoshida Mai)
- Midori Yamaoka (山岡みどり?, Yamaoka Midori)
- Madoka Shimogaki (下垣真香?, Shimogaki Madoka)
- Moe Miura (三浦萌?, Miura Moe)

## Discografia

### Album in studio
1. {[2007.03.21]} – first 9
2. 9 luglio 2008 – second 9

1. 14 febbraio 2006 – Sweet Snow
2. 4 giugno 2008 – Show TIME
3. 21 ottobre 2009 – Smile Again
4. 20 gennaio 2010 – Pikari Nokage (ヒカリノカゲ?)
5. 1º dicembre 2010 – Cross Over
6. 9 marzo 2011 – SHINING☆STAR